# Oppression thoracique
 (avril 2021).
Si vous disposez d'ouvrages ou d'articles de référence ou si vous connaissez des sites web de qualité traitant du thème abordé ici, merci de compléter l'article en donnant les références utiles à sa vérifiabilité et en les liant à la section « Notes et références ».
L'oppression thoracique ou l'oppression respiratoire est un signe fonctionnel caractérisé par une sensation désagréable de lourdeur ou de pression sur la poitrine. Elle peut correspondre à une dyspnée comme à une douleur thoracique.
Ce signe est associé à plusieurs atteintes, tel que l'asthme, une crise d'angoisse, des infections respiratoires... Elle peut être parfois confondue avec une douleur thoracique devant également faire rechercher une cause cardiaque : angine de poitrine, infarctus du myocarde...